# Sergentomyia mervynae
Sergentomyia mervynae är en tvåvingeart som beskrevs av Pringle 1953. Sergentomyia mervynae ingår i släktet Sergentomyia och familjen fjärilsmyggor. Inga underarter finns listade i Catalogue of Life.